# KU Leuven
|  | Per a altres significats, vegeu «Universitat de Lovaina». |

La Katholieke Universiteit Leuven (en català, Universitat catòlica de Lovaina), abreujat KU Leuven és una universitat catòlica de parla flamenca creada oficialment el 1968 a la ciutat de Lovaina (Bèlgica), resultat de l'escissió de la Universitat catòlica de Lovaina, com a resultat del conflicte lingüístic i una decisió política del 1968. Té arrels fins al 1425, quan es va crear a Lovaina un studium generale (l'antiga Universitat de Lovaina).
El desembre 2011, la direcció de la universitat va decidir de supprimir el mot Katholieke del seu nom i va prendre el nom oficial de «KU Leuven». Amb aquest canvi de nom, la universitat volia posicionar-se com una institució científica independent. «La K és una reminiscència de la tradició i de l'origen, però el mot complet d'ara endavant no s'utilitzarà.» S'hi veien molts desavantatges al mot Katholiek sobretot al món anglosaxó, al qual sovint té una connotació negativa, amb una fam de poca cientificitat, com que el terme implica que la recerca científica hi està sotmesa a les veritats absolutes de la fe. Molts col·laboradors ja escamotejaven inoficialment el mot incriminat en llurs publicacions i currículums per tal d'ésser presos seriosament a l'estranger.
Forma part de la xarxa d'universitats europees Grup Coïmbra.